# Bartosz Miller
Bartosz Henryk Miller (ur. 1970) – doktor habilitowany nauk technicznych, inżynier, profesor nadzwyczajny i prodziekan Wydziału Budownictwa, Inżynierii Środowiska i Architektury Politechniki Rzeszowskiej im. Ignacego Łukasiewicza, specjalista w zakresie dynamiki konstrukcji oraz mechaniki konstrukcji.

## Życiorys
W latach 1989–1994 odbył studia na Wydziale Budownictwa i Inżynierii Środowiska Politechniki Rzeszowskiej. Został asystentem w Katedrze Mechaniki Konstrukcji na tym wydziale. W 2002 uzyskał tam stopień naukowy doktora w dyscyplinie budownictwo specjalność: dynamika konstrukcji na podstawie napisanej pod kierunkiem Leonarda Ziemiańskiego rozprawy pt. Dostrajanie modelu matematycznego konstrukcji do modelu fizycznego. W latach 2002–2014 był adiunktem w Katerze Mechaniki Konstrukcji macierzystego wydziału. Tam też uzyskał w 2013 stopień naukowy doktora habilitowanego nauk technicznych w dyscyplinie budownictwo, specjalność mechanika konstrukcji.
W 2012 został wybrany na prodziekana ds. nauki i rozwoju Wydziału Budownictwa, Inżynierii Środowiska i Architektury Politechniki Rzeszowskiej. Objął stanowisko profesora nadzwyczajnego na tym wydziale.